# Geografía de Europa
Europa es el segundo continente más pequeño del mundo, solo por detrás de Oceanía. Tiene una superficie de 10 359 358 km², lo que representa el 6,8% de las tierras emergidas. A finales de 2016 estaba compuesta por cincuenta países, incluyendo Rusia y Turquía, aunque la mayor parte de sus territorios sean asiáticos. Su distancia máxima de norte a sur es de 4300 km y de este a oeste de 5600 km. Se sitúa en el hemisferio norte. Está unido a Asia, configurando una  península dentro de lo que se denomina Eurasia, y debe sus características de individualidad, además de 
elementos físicos, a rasgos de orden histórico y humano.
Limita con el mar por tres de los cuatro puntos cardinales. A grandes rasgos, con el océano Ártico al norte, el océano Atlántico al oeste y el mar Mediterráneo al sur, lo que evidencia una importantísima influencia oceánica dada su amplia fachada formada por casi 38 000 km de costas y que, además, lo llega a caracterizar como uno de sus rasgos físicos más importantes, determinando el clima en la mayor parte del continente. Al este su límite es continental y, según la mayor parte de los geógrafos, lo sitúan al pie oriental de los montes Urales, el río Ural, la cordillera del Cáucaso y el mar Negro hasta llegar al mar de Mármara.
El continente se caracteriza también por poseer una gran parte de terrenos macizos, a la que se contrapone una parte mucho más articulada, compuesta por islas y penínsulas. Las islas representan el 8 % y las penínsulas el 27 % de Europa. El contorno de estas islas y penínsulas es muy diverso y accidentado por la gran extensión de sus costas.

## Evolución de la limitación
El concepto geográfico de Europa, proviene de un significado consensuado que comprende la "europeidad", ha tenido muchos y diversos significados a lo largo de la historia. Han sido debatidas sus fronteras físicas a la par que su concepto político y cultural asociado a la idea de Europa. Durante 2500 años ha sido un área dividida y disputada. A pesar de las diferencias se intentaron establecer objetivos precisos para la entidad europea con el fin de lograr cierta homogeneidad dentro de la heterogeneidad del continente.
Con la expansión del Imperio romano nació la idea de civilización romana que unía Europa; más tarde la Cristiandad tomó gran importancia como elemento formativo de la conciencia europea. Ya en el siglo XVI el Renacimiento proporcionaría el optimismo necesario para la formación de un modelo moderno de Europa a escala mundial.
El origen de la palabra llega de la Antigua Grecia, pero no se sabe con exactitud cuándo se empezó a denominar Europa. La primera referencia procede de la obra de Heródoto, que presta mucha atención a la división tripartita del mundo de la época (s. V a. C.). Esta división era «Asia», «Libia» y «Europa», aunque Heródoto no conoce su origen. Esta división del mundo fue por sí misma una construcción europea.
Los antiguos contrastes entre Europa y Asia quedan ejemplificados por Heródoto en sus descripciones de las guerras entre griegos y persas (guerras médicas) y, probablemente, el surgimiento del concepto Europa tenga que ver con estos enfrentamientos. Estas tesis argumentan en torno a símbolos que aparecen en los informes de Heródoto en torno al secuestro de la hija del rey de Tiro en venganza por el temprano ataque a una de sus posesiones por mercaderes fenicios (la hija se llamaba Europa). Paralela es la leyenda griega de Zeus, que se enamora de Europa, hija del rey fenicio de Tiro. Zeus adopta la forma de toro para raptarla y llevarla a Creta donde procrearán tres hijos que extienden la estirpe de Europa por los territorios occidentales conocidos.
Otra teoría, defendida por Deu Boer, es que la palabra Europa procedería de una derivación de una palabra fenicia traducida como la tierra del atardecer (probablemente los fenicios, al viajar al oeste, veían cómo se iba alargando el atardecer a medida que navegaban si embarcaban tarde de las metrópolis fenicias), lo que indica que este concepto procedería de Asia. Tan solo queda claro que en el entorno mediterráneo surge la civilización. Europa es una idea griega destinada a individualizar perfectamente dónde surge su civilización de Asia. Además querían que este concepto definiera a un mundo nuevo. Con la civilización romana, esta idea continúa, trasladándose el núcleo central a la península itálica. El cristianismo realiza una unificación religiosa, y en poco tiempo se identifica a los territorios occidentales con la religión cristiana y comienza a darse el contraste entre occidente cristiano y oriente islámico. Europa se concretó más desde el punto de vista religioso que geográfico durante la Edad Media.
Los avances cartográficos del siglo XVIII y del siglo XIX permiten delimitar mejor las fronteras; además, la geografía comenzó a darse como disciplina científica y en la época de los descubrimientos Europa está muy bien conocida y consolidada, pero se inicia un proceso de europeización asociando la idea de Europa con progreso.
Surge otra problemática, la de que otros territorios de cultura occidental de América y Oceanía podían ser europeos también, ya que están unidos a la cultura europea y al progreso, entendiéndose que Europa no es solo una realidad física, sino también una realidad social. 
Linwin comenta que Europa es una idea política y apasionada en la actualidad. El peso geográfico es muy importante pero el cultural es aún mayor, ya que es lo que en realidad le da auténtica unidad. Europa se caracteriza por la diversidad de ideas que engendra su concepto. La idea de Europa en la actualidad está muy ligada a la idea política, representada actualmente por la Unión Europea.

### Historia geológica

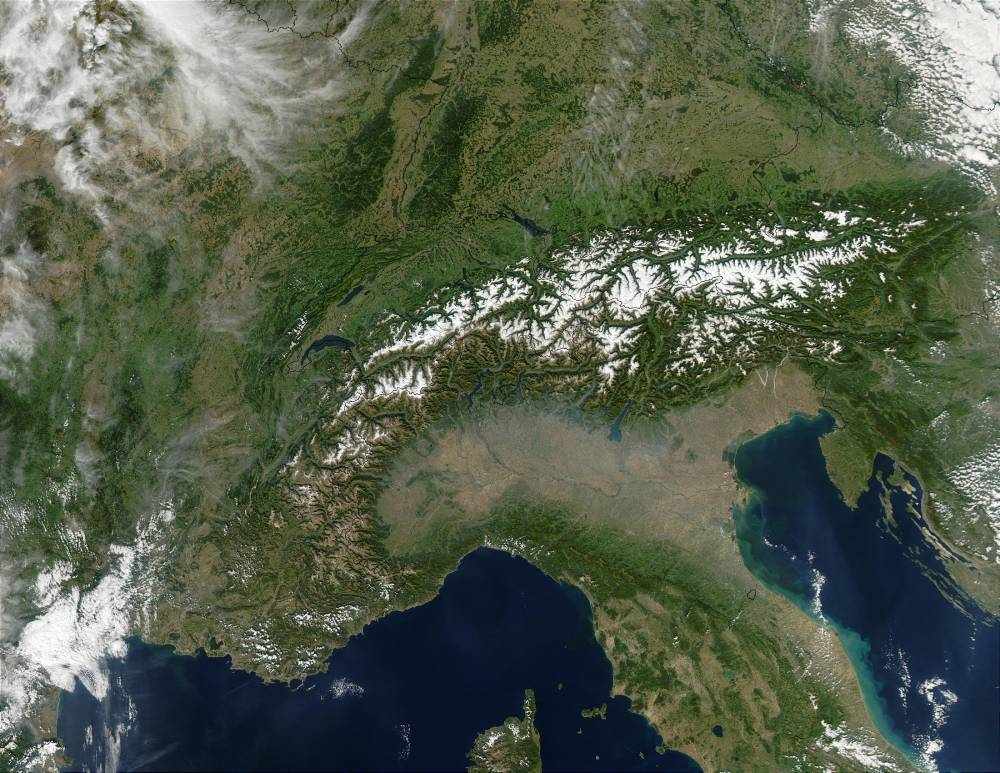
Foto satelital de los Alpes. Estos se formaron en el Cenozoico o Terciario.

La actividad orogénica ha moldeado el continente europeo, contribuyendo a la disposición actual de costas, ríos, cadenas montañosas y otros accidentes geográficos. Los principales periodos geológicos que han actuado sobre el suelo europeo son:
- Precámbrico o era arcaica (4500-570 m. a.): durante este periodo aparecieron los primeros núcleos emergidos. Los materiales más representativos eran rocas cristalinas formadas esencialmente por rocas ígneas y metamórficas.
- Paleozoico o era primaria (570-230/215 m. a.): una de las principales particularidades es que tienen lugar dos fases orogénicas, la caledoniana a principios y la herciniana a finales. Los tipos de roca son graníticas y gneis, además de cuarcitas y, en menor proporción, areniscas y calizas. Son los materiales del zócalo antiguo.

- Mesozoico o era secundaria (230/215-70/60 m. a.): era de calma tectónica donde tendrá lugar la acumulación de sedimentos, tanto en las depresiones de relieves orogénicos como consecuencia de su erosión, como en las fosas oceánicas. Estos sedimentos se transformarán en otro tipo de roca. Por ello las rocas más importantes son las calizas, como consecuencia de los sedimentos marinos, y las margas, arcillas y areniscas como consecuencia de la erosión de las existentes.
- Cenozoico o Terciario (70/60-3 m. a.): existencia de la orogenia alpina, que es la responsable de la configuración de las cordilleras actuales. Esta tectónica alpina posibilitó la existencia de relieves muy jóvenes como resultado del plegamiento de los materiales que se depositaron en el mesozoico. Su fuerza orogénica también llega a influir a materiales plegados y transformar las orogenias anteriores.
- Cuaternario (3 m. a.-actualidad): tienen lugar las glaciaciones; también se instala la red fluvial y pequeños movimientos tectónicos.

## Relieve

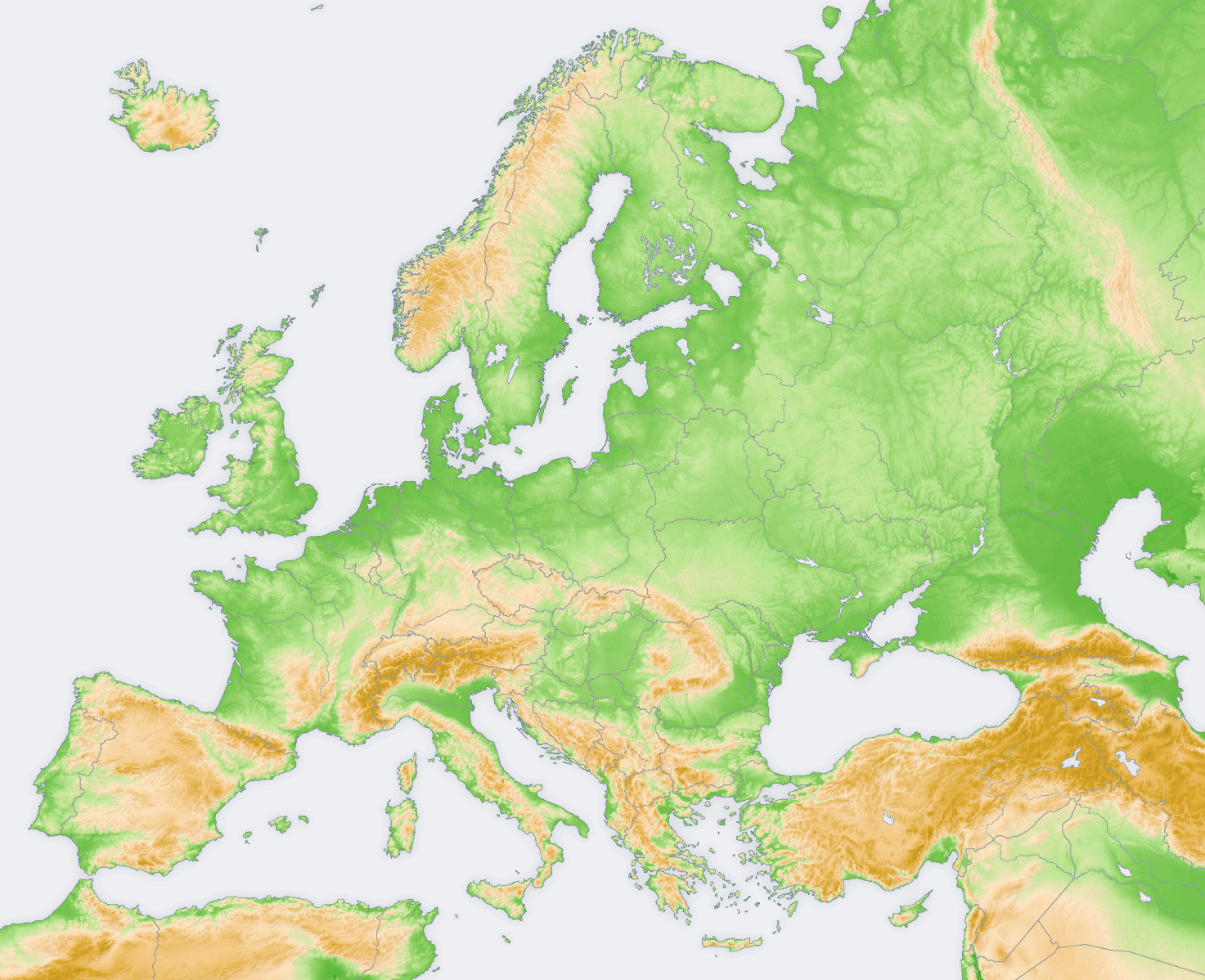
Topografía de Europa.

Europa es el continente con más territorio llano, con una altura media de 230 metros. La máxima expresión de estas planicies es la gran llanura europea, que se extiende 2000 km desde las costas atlánticas francesas hasta los montes Urales, la frontera física con Asia. Los puntos más altos son el monte Elbrus (Rusia) en la Europa oriental (5633 m), el Shkhara (Georgia) (5204 m) y el Mont Blanc (Italia/Francia) en la Europa occidental(4807m)
Entre los golfos de Europa destacan el golfo de Vizcaya (Francia-España) y el golfo de Botnia (Suecia-Finlandia). Los estrechos europeos más importantes son el Paso de Calais (Francia-Gran Bretaña), el de Gibraltar (España-Marruecos), el de Dardanelos (Turquía), el del Bósforo (Turquía), el de Mesina (Italia), el de Oresund (Dinamarca-Suecia), etc.
Sus principales penínsulas son la escandinava, ibérica, itálica y balcánica, además de las penínsulas de Kola (Rusia), Jutlandia (Dinamarca), Bretaña (Francia) y Crimea (Rusia).
Sus principales islas son:
1. Gran Bretaña, con más de 218 000 km², es parte del Reino Unido.
2. Islandia, con más de 103 000 km², constituida como República de Islandia.
3. Irlanda, con más de 84 000 km², cuya mayor parte pertenece a la República de Irlanda y la porción nororiental al Reino Unido.
4. Sicilia, con más de 25 000 km², es parte de Italia.
5. Cerdeña, con más de 24 000 km², es parte de Italia.
6. Córcega, con más de 8700 km², es parte de Francia.
7. Creta, con más de 8300 km², es parte de Grecia.
8. Selandia, con más de 7500 km², es parte de Dinamarca.
9. Eubea, con más de 3900 km², es parte de Grecia.
10. Mallorca, con más de 3600 km², es parte de España.
11. Fionia, con más de 3400 km², es parte de Dinamarca.

## Clima

Regiones biogeográficas de Europa.

El continente europeo es una zona templada en su mayor parte. Su clima no solo varía de norte a sur, sino también de oeste a este a causa de las corrientes de aire polar marino y polar continental, y en menor medida de las corrientes de aire tropical marino y tropical continental.
En Europa se pueden distinguir los siguientes climas:
- Clima mediterráneo: entre los 30° y los 45° de latitud se puede encontrar el clima mediterráneo. De él cabe destacar la aridez que se produce durante el verano provocada por el clima subtropical, y la humedad del invierno debido al frente polar.

- Clima oceánico: es un clima que comprende las orillas del océano Atlántico y va desde Noruega hasta la costa norte de Portugal. Este clima posee una humedad constante y temperaturas moderadas sin grandes oscilaciones.

- Clima continental: se caracteriza por el contraste entre las precipitaciones, altas temperaturas del verano y el frío seco del invierno. Las altas temperaturas del verano hacen que la evaporación del agua que cae en forma de chaparrones sea muy alta.

- Clima de tundra: se da entre los 60° y 80° de latitud, en Rusia y al norte de Noruega, Suecia y Finlandia. Se caracteriza por escasas precipitaciones (alrededor de 250 mm de media) y un frío constante con máximas de 10 °C° durante todo el año.

- Clima de montaña: en el clima de montaña la temperatura disminuye de 0,5 a 1 °C con cada 100 metros de altura, lo que aumenta la humedad relativa del aire y provoca precipitaciones.

- Clima estepario: Se da en la zona oriental de Europa, desde Ucrania hasta Kazajistán, en el desierto del Ryn, límite con Asia. También se pueden dar estas condiciones climáticas en puntos localizados del Mediterráneo: valle del Ebro, sureste español y zonas secas del sur de Italia. Se caracteriza por las bajas precipitaciones y las grandes oscilaciones térmicas. Generalmente las precipitaciones son de 200 mm a 400 mm.

## Hidrografía

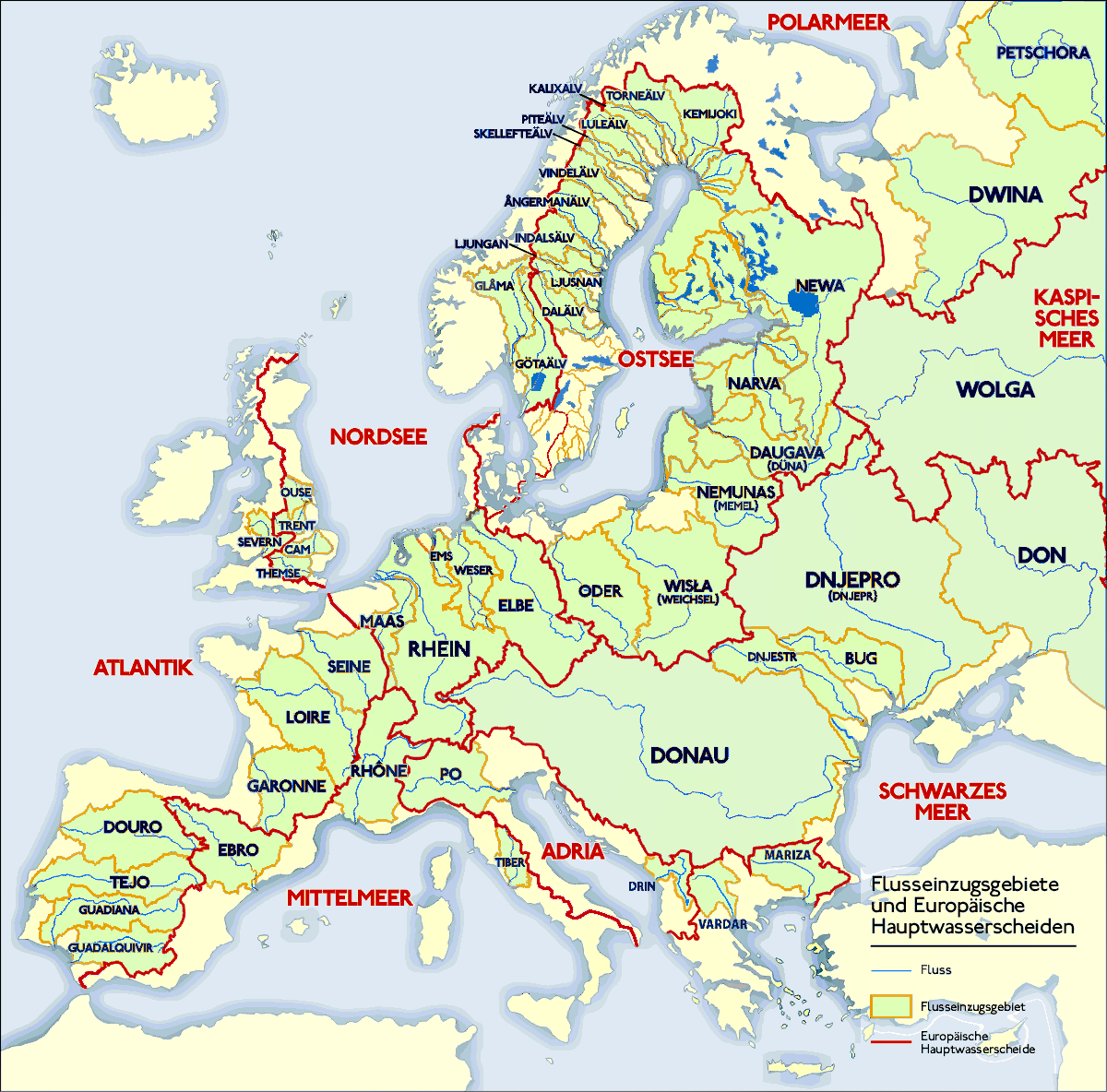
Principales ríos y cuencas fluviales de Europa.

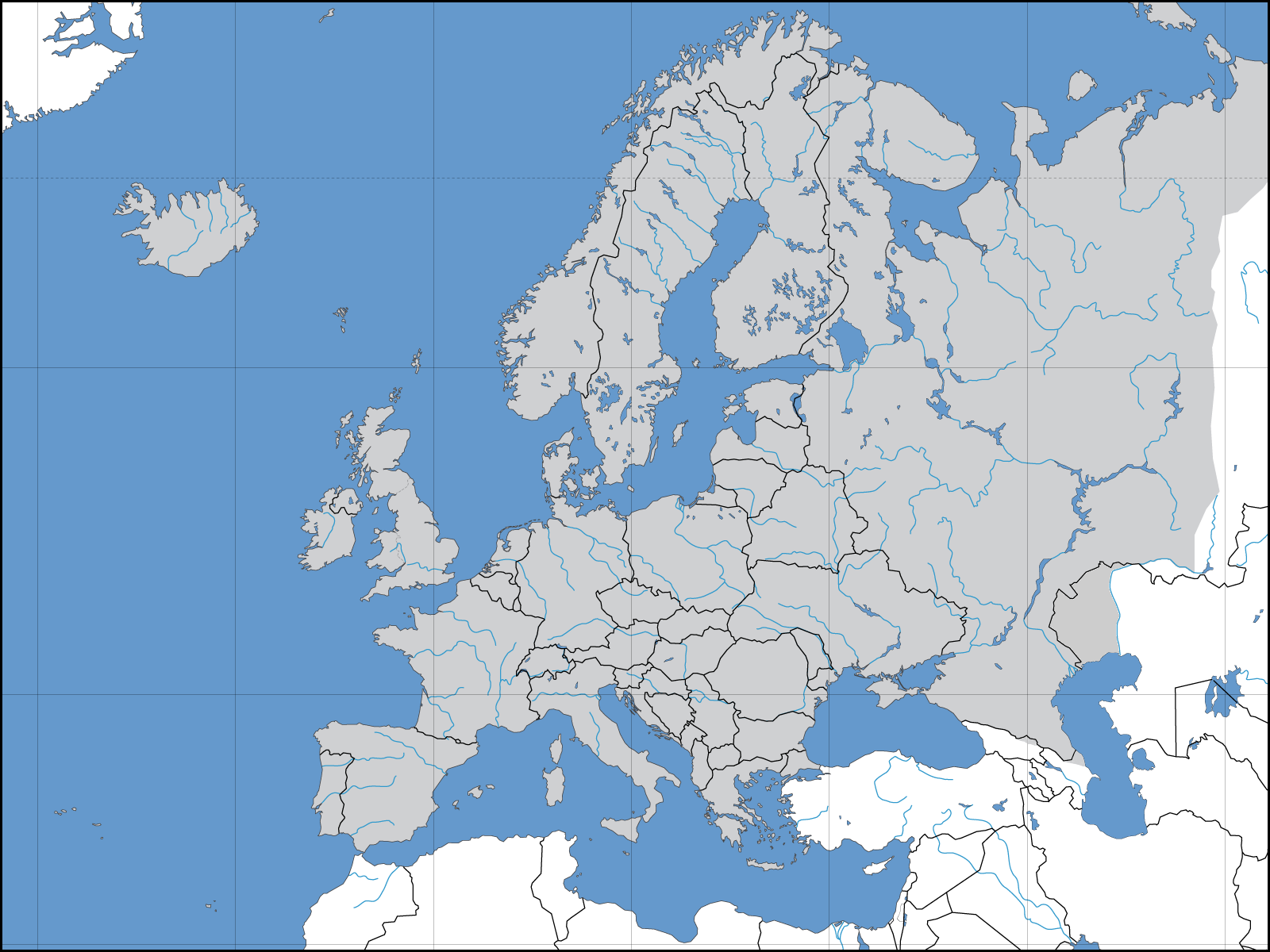
Geografía europea desde Finisterre hasta los montes Urales.
(Ver Atlas Wikimedia de Europa, Commons.)

Un área relativamente pequeña y un relieve poco elevado impiden a Europa disponer de ríos de la longitud del Amazonas. Entre los grandes ríos se cuentan el Rin, el Danubio, el Volga y el Don, destacando los ríos en las llanuras rusas. Los ríos al occidente:
- Duero, Tajo, Ebro, Támesis, Loira y Garona.

Los ríos al centro: 
- Vístula, Sena, Rin.

Europa está rodeada por agua de diferentes formas:
Océanos y mares: el océano Atlántico tiene mayor volumen, y sus constantes oleajes y mareas moldean las costas del noroccidente de Europa. Alrededor de Europa están los mares de Noruega, Blanco, de Barents, Báltico, de Irlanda, del Norte, el Canal de la Mancha, el Cantábrico y el Mediterráneo, dividido este en mares menores como el Tirreno, el Adriático, el Jónico y el Egeo. También destacan el mar Caspio y el mar Negro. Algunos mares europeos se encuentran comunicados entre sí por estrechos, como el de Gibraltar, el de Dardanelos, que une el mar de Mármara con el Negro, y el de Kerch, que une el mar Negro con el Azov.
Regímenes hídricos: se han determinado a partir de las condiciones de la posición longitudinal de Europa, de las diversas formas del relieve y de las variaciones en las condiciones climáticas del continente. Se puede considerar la siguiente división de los regímenes hídricos:
| Mediterráneo, cuyos ríos | Atlántico, cuyos ríos | Planicie Oriental, cuyos ríos |
| --- | --- | --- |
| - Están condicionados por la estrechez de sus cuencas - Tienen poca longitud - Nacen en terrenos altos con fuertes pendientes - Son muy caudalosos por las condiciones abruptas del relieve y las condiciones fuertes del clima en invierno - Arrastran grandes cantidades de sedimentos - Son poco navegables - Pertenecen a este régimen los ríos: Ebro, Po, Ródano, Maritza, Tíber | - Tienen cuencas muy extensas - Son favorecidos por los terrenos planos - Tienen grandes longitudes - Originan estuarios en sus desembocaduras - Facilitan la construcción de puertos - Pertenecen a este régimen los ríos:Rin, Vistula, Elba, Tajo, Loira, Moza, Oder, Sena, Duero, Garona, Fornea, Weser, Guadalquivir, Umea, Támesis, Glomma. | - Atraviesan grandes planicies de Europa oriental (Rusia) - Presentan recorridos largos - Presentan caudales variables - En invierno se congelan - En verano son navegables - Pertenecen a este régimen los ríos: Volga, Danubio, Ural, Dniéper, Don, Dniester, Pechora, Dvina Septentrional, Nieven |

Lagos de Europa: ocupan una extensión de 77 000 km²; la mayoría se originaron por la acción de las glaciaciones y el tectonismo. Los lagos europeos se pueden agrupar de acuerdo con su ubicación:
- Lagos septentrionales: son de origen glacial, formados por el retroceso y la sobreexcavación de las lenguas glaciales. Destacan los lagos de Finlandia y Rusia, dentro de los cuales sobresalen el Ladoga, el Onega, el Saimaa y el Peipus
- Lagos alpinos: algunos son de origen glacial, otros de origen tectónico; se encuentran a lo largo de la cadena alpina y forman hermosos paisajes como los lagos suizos; en Hungría destaca el Balatón; en Italia el lago Mayor y el lago de Garda
- Lagos mediterráneos: son de menor tamaño pero muy profundos; sobresale el lago formado por la Albufera de Valencia y el mar Menor de la  Región de Murcia; los lagos del Rosellón en Francia y los deltas de los ríos Ródano, Po y Danubio, que al momento de desembocar forman cuerpos de agua cerrados e interconectados con el mar.

## Vegetación
La mayor zona de vegetación de Europa, que divide la mitad del continente desde el Atlántico hasta los Montes Urales, es un cinturón de árboles de hoja caduca y coníferas: robles, arces, olmos mezclados con pinos y abetos. Las regiones árticas de la Europa septentrional y las vertientes superiores de sus montañas se caracterizan por una vegetación de tundra, constituida fundamentalmente por líquenes, arbustos y flores salvajes. Las temperaturas del interior de la Europa septentrional, más suaves pero aún frías, crean un ambiente favorable para el desarrollo de coníferas como el pino, aunque también hay abedules y álamos. La mayor parte de la gran llanura europea está cubierta de prados. Ucrania se caracteriza por la estepa, una región llana y seca de hierba corta. Las zonas cercanas al Mediterráneo, destacan por los frutos de algunos de sus árboles y arbustos, especialmente las aceitunas, los cítricos, los higos y las uvas.
|  | Buena parte del centro de Europa padece lluvia ácida, debida al alto grado de industrialización de la zona. En 2005 entró en vigor la norma europea para limitar la contaminación atmosférica: las ciudades de más de 250.000 habitantes de la Unión Europea no deben superar los 50 microgramos (0,05 mg) de partículas por metro cúbico de aire ambiental que debe ser el umbral máximo para 35 días al año, y el valor medio anual no debe superar los 40 microgramos. Sin embargo, las normas anti-contaminación ya en vigor no eran respetadas: en 2002, 11 países habían superado el margen autorizado. La contaminación marítima también es un problema, generada por el turismo, el vertido de sustancias contaminantes al mar, como metales pesados (cromo, plomo, etc.), pesticidas, aguas fecales, fertilizantes a base de nitratos y fosfatos, que favorecen la proliferación de algas, accidentes de petrolero, etc. Se calcula que los barcos pesqueros tiran al mar anualmente cerca de 150.000 toneladas de sedal, redes de plástico y otros residuos. Estos residuos, al no ser fácilmente degradables, dañan a los animales marinos, que intentan comérselos o se enredan en ellos. El mar Adriático es diez veces más rico en fosfatos que la media, como consecuencia de los vertidos procedentes de la cuenca del río Po. Los mares Mediterráneo, del Norte y Báltico también presentan altos grados de contaminación. |

## Demografía

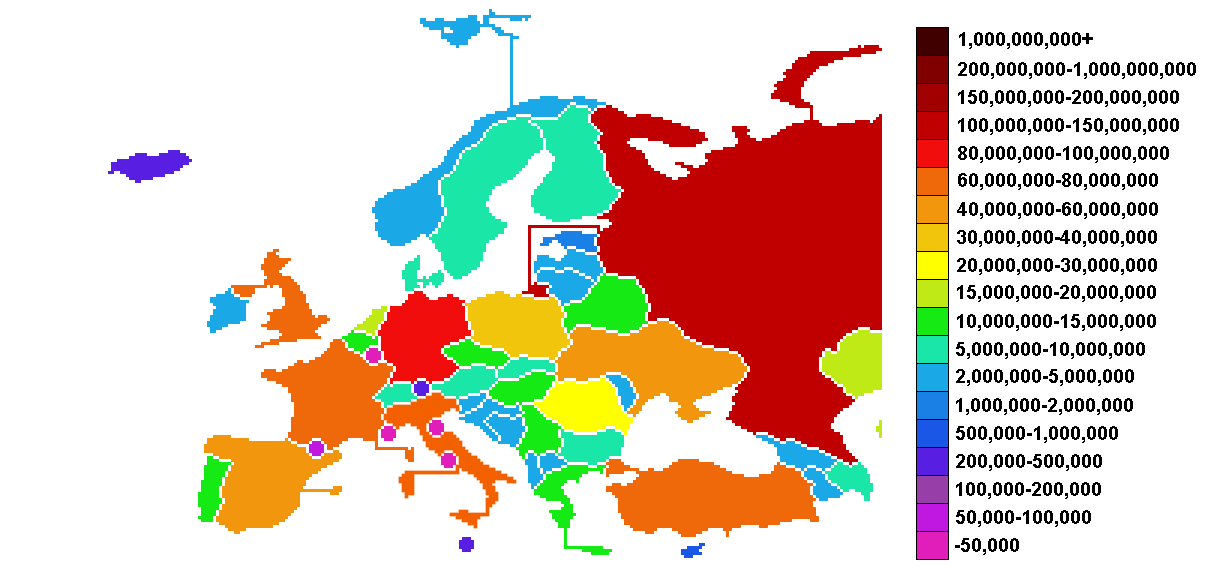
Mapa demográfico de Europa.

Se calcula que Europa tenía en 1991 aproximadamente 800 000 000 de habitantes, de los cuales poco más de 400 000 000 pertenecen a la Unión Europea. Es una de las regiones más importantes desde el punto de vista geográfico, con un 12 % de los 7000 millones de habitantes del planeta. Sin embargo se caracteriza por una demografía que pierde peso, ya que su crecimiento natural es escaso (cercano al crecimiento cero) y en ocasiones incluso negativo.

### Características generales
- Posee un elevado grado de urbanización consolidado tras la Edad Moderna. En la actualidad, entre el 75 y el 85 % de la población es urbana, destacándose Alemania, Dinamarca y Reino Unido como los países más urbanizados.
- El escaso crecimiento de la población es algo muy característico de Europa; es el único ejemplo a nivel mundial de decrecimiento demográfico en muchos países.
- Su débil dinamismo natural se debe a que la mortalidad supera la natalidad. Es una de las regiones con menor natalidad (11 %), siendo la mortalidad superior (12 %). La tasa de fecundidad es de las más bajas del mundo (1,5 % frente a 2 en América del Norte, 3,5 en América del Sur y 5,8 en África).
- Otra característica es la creciente presión inmigratoria, que atrae a oleadas crecientes de inmigración de diversa procedencia, que constituyen el actual crecimiento de población. Esto se debe a la imagen fuerte de Europa que ejerce como imán de población de países en vías de desarrollo o subdesarrollados.
- La alta esperanza de vida al nacer es de las más altas del mundo, siendo de entre 75 y 80 años; en la Europa oriental es menor pero siempre superando los 60 años de vida.
- El envejecimiento demográfico es una consecuencia de la poca natalidad y de la alta esperanza de vida de la población europea; la población de más de 65 años supera el 16 %.

### Evolución de los movimientos migratorios

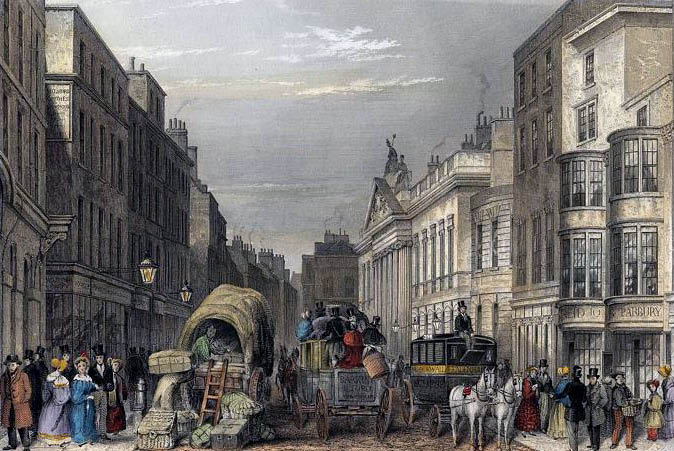
Calle de Londres en 1837, época en la que se reduce la mortalidad considerablemente y trajo como consecuencia una superpoblación en Gran Bretaña

Durante toda la era moderna y parte de la contemporánea los flujos migratorios de Europa se enfocaban hacia América y en menor medida a Oceanía, en forma de emigrantes en busca una vida mejor, ya que en diversos países como la antigua Gran Bretaña existía una superpoblación importante que se aliviaba cuando emigraban las clases más humildes hacia estos continentes. Esto cambió entrado ya el siglo XX y a la vez el saldo natural sufrió una clara inversión, de forma que Europa pasó a ser un destino que no pararía de absorber población y terminará por plantear serios problemas como el cierre de fronteras por estar sometida a fuertes presiones inmigratorias explicadas por el crecimiento demográfico tan severo de los países en desarrollo y subdesarrollados sumidos en desigualdades económicas y sociales.
Desde el punto de vista evolutivo la población se estudia a partir del modelo de transición demográfico. En este sentido, los territorios europeos son los lugares donde comienzan a darse los procesos de modernización y que sirve para concretar los modelos de transición tan importantes y se ha extrapolado al resto del mundo, este modelo se caracteriza por varias causas:
- A partir del siglo XVIII se reduce de forma considerable la mortalidad ordinaria.
- Alrededor del año 1850 comienza a tener lugar una reducción importante en las tasas de fecundidad.
- Desde el primer cuarto del siglo XIX tiene lugar una disminución del crecimiento natural mucho más importante que en la fase anterior y comienza a aparecer un progresivo envejecimiento en la población.

También existen diferencias regionales en tres áreas europeas. Estas diferencias se denominan modelos:
- Modelo nórdico (1815-1965): muy lento, los máximos crecimientos se dan entre 1870 y 1890. El máximo exponente es Suecia aunque también se da en Noruega, Finlandia, Reino Unido, Dinamarca y Países Bajos.
- Modelo occidental (1875-1965): es más tardío y más rápido; el máximo crecimiento se da en torno al año 1900. El máximo exponente es Alemania, aunque también se da en Bélgica, Suiza, Austria, República Checa, Eslovaquia, Hungría y Polonia.
- Modelo meridional y oriental (1875-1960): es el más rápido; el periodo de máximo crecimiento es más extenso y tardío que en el modelo occidental, dándose en el primer cuarto del siglo XX. Su máximo exponente es Italia, destacando también España, Portugal, Grecia, Bulgaria y Rumanía.[3]

### Distribución de la población
Se estudia mediante la densidad de población que indica el número de habitantes por una cantidad de espacio. Existen contrastes entre el eje que atraviesa a Europa de Noroeste a Sureste (de Gran Bretaña a la península itálica), con la densidad más alta. Al Oeste y Este de ésta la densidad será menor aunque la densidad es mayor en el Oeste si exceptuamos la Península escandinava y la parte oriental de las ex-repúblicas soviéticas.

### Dinámica geográfica

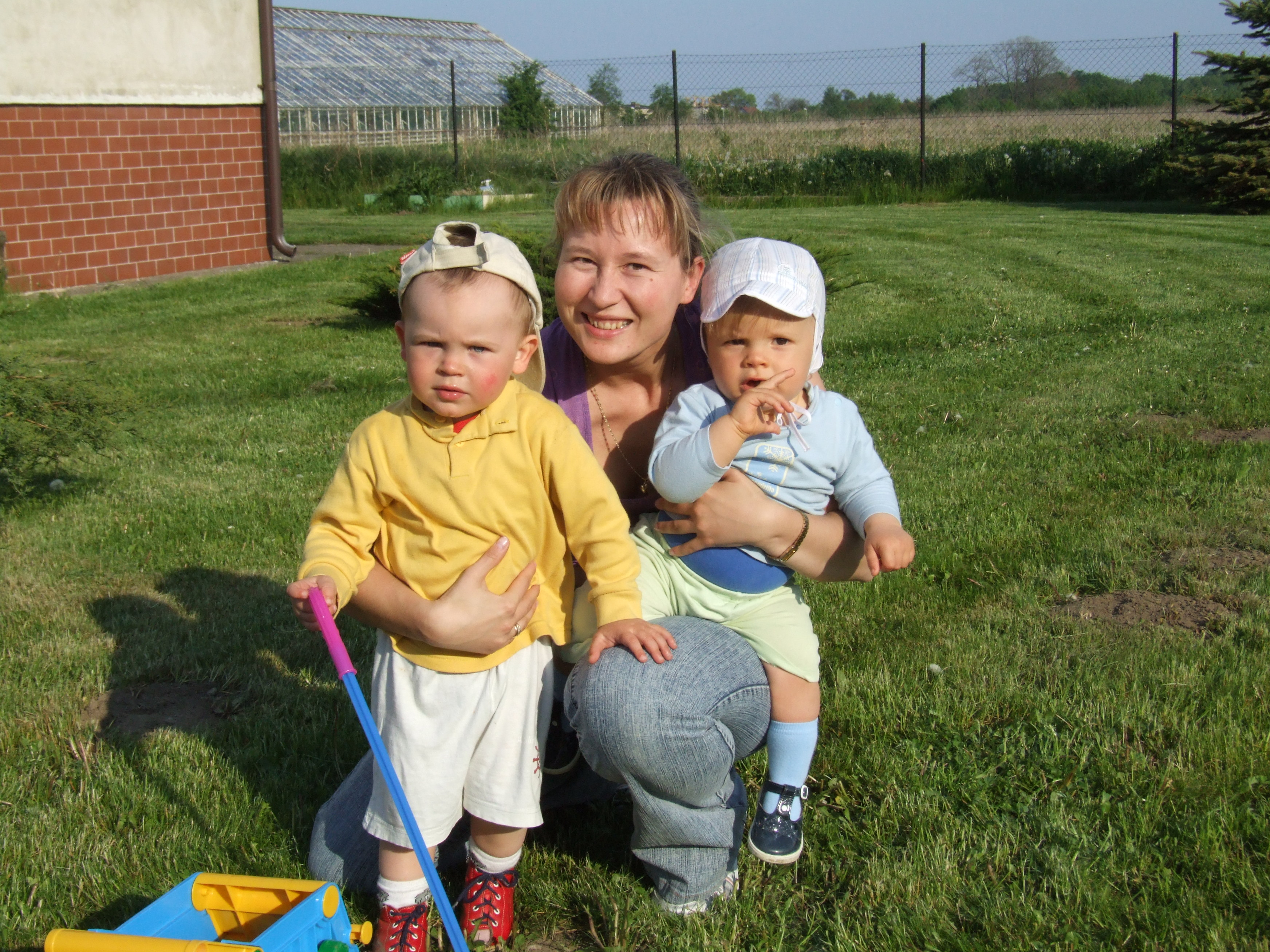
Familia polaca. En los países de Europa del este la natalidad es más acusada que en Europa occidental.

Estudia el grado de comportamiento de la población para su crecimiento o decrecimiento. Puede ser natural o migratoria. Para la dinámica actual de Europa se toma la tasa de natalidad y mortalidad que están en niveles muy próximos, estancados e incluso en algunas zonas en declive. Se producen al año entre 7,5 y 8 millones de muertos, pero si se le suma la migración este decrecimiento se invierte. A mayor peso demográfico mejor se cumple esta regla. Países como Rusia, Alemania, Francia, Reino Unido, Italia y Ucrania cumplen perfectamente el hecho de que existen más muertes que nacimientos. Existen diferencias regionales que se establecen en función del análisis de las principales tasas: mortalidad y natalidad, destacando dos grandes bloques:
- Los estados más notables son Albania, Islandia, Chipre y Macedonia del Norte.
- La práctica mayoría, que son los menos natalistas.

Desde el punto de vista de la tasa de mortalidad también hay diferencias. Existe una gradación de oeste a este y de sur a norte. La mortalidad es menor en la orla mediterránea que se incrementa conforme se asciende, y también hacia el este. En función de los saldos migratorios existe un saldo positivo que comenzó a partir de los años 1980 como consecuencia de los flujos de retornados y también tienen lugar nuevas corrientes migratorias que rompen la dinámica migratoria tradicional y hasta hoy con migraciones cada vez más significativas procedentes del Magreb, África Subsahariana y Próximo Oriente, y a partir de los años 1990 latinoamericanos, siendo los destinos de estos últimos principalmente a la península ibérica (España y Portugal), seguidos de Italia, Alemania, Francia y Gran Bretaña, además de migraciones del este de Europa. Como consecuencia de estos nuevos puntos en la dinámica demográfica europea existe una estructura de la población condicionada por la bajada de la fecundidad y alargamiento de la esperanza de vida, ambos confluyen en un envejecimiento demográfico cada vez más significativo que posibilita una inversión en la estructura demográfica por edades.
La estructura por edades indica si una población es joven, madura o anciana. La estructura de la población europea es envejecida o tendente al envejecimiento aunque existe diversidad de situaciones que nos permiten reconocer hasta cinco tipos de estructura:
- Población con estructura muy joven: tienen más del 25 % de población joven y menos del 10% anciana. Esto se corresponde con los países del sur y este destacando Albania, Macedonia del Norte y Moldavia.
- Población con estructura joven: son aquellas regiones que tienen una población joven superior a la media europea (19-20 %) y una anciana inferior a la media europea (14-15 %). Destacan países como Rusia, Polonia, Repúblicas Bálticas, Irlanda e Islandia.
- Tendentes a la madurez: la población joven está entre el 18 y 20 %. Se reconocen dos regiones: la de los países occidentales que tienen importancia los procesos de inmigración y la de los países del centro y este de Europa que comienzan a tener lugar la reducción de tasas de fecundidad lo que traerá un envejecimiento futuro. Destacan países como Francia, Finlandia o Hungría.
- Países maduros: la caída de la natalidad da lugar a un déficit de población joven. Destacan países como Alemania, Bélgica, España, Italia o Grecia.
- Maduros con predomino de inmigración: tienen una población adulta y una fuerte inmigración que llega a alternar las estructuras pasadas del país. Se da en países pequeños como Andorra, San Marino o Liechtenstein.

### Estructura demográfica por actividades

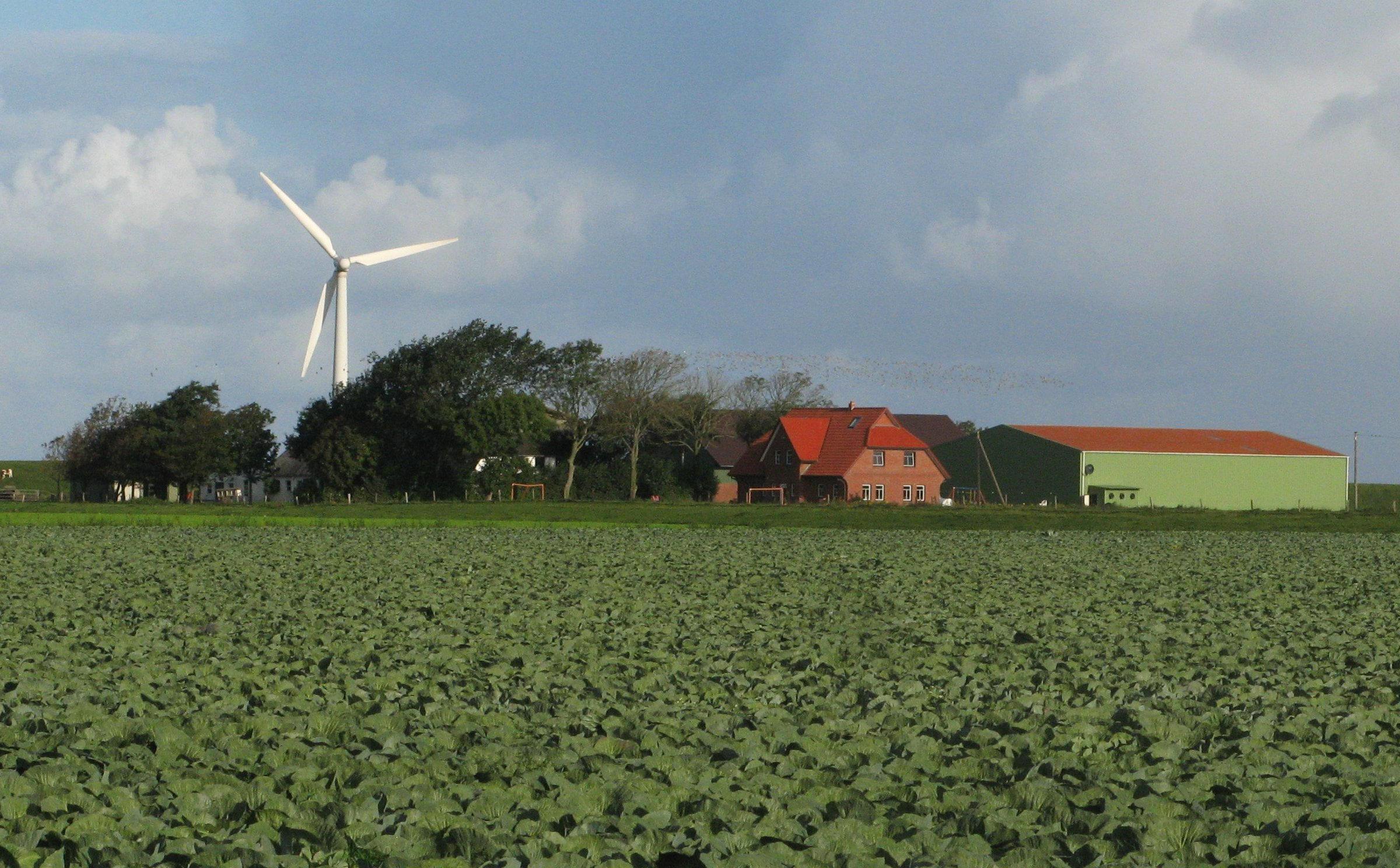
Plantación en Alemania. En los países europeos más industrializados la agricultura se ha convertido en un sector muy minoritario.

Lo general es el proceso de terciarización de las economías muy importante aunque se distinguen cinco zonas o tipos:
- Países con predominio de actividades terciarias: son los estados donde la población del sector terciario supera el 65 % y la población activa del primario es menor del 5 %. Se da en Reino Unido

, Francia o Dinamarca.
- Países con tendencia a la terciarización: tiene porcentajes de ocupación en torno al 10 % en el sector primario y en los servicios del 65 %. Se da en España o Austria.
- Países con el sector desarrollado poco desarrollado: tiene un 50 % o menos en el sector terciario y un sector primario importante entre el 10 y 20 %. Se da en Repúblicas Bálticas, Bielorrusia, Grecia y Portugal.
- Países con mucha ocupación en el sector secundario: los valores de población ocupada en el sector secundario con el 33 %. Se da en países de la Europa central y del este, estos modelos han estado muy vinculados al antiguo bloque soviético destacando Rusia, República Checa, Eslovaquia y la zona balcánica.
- Países con elevada proporción en el sector primario: La población ocupada en el sector primario supera el 20 %, también presenta unos porcentajes muy elevados de industria. Se da en países de Europa del este como Bulgaria, Rumania o Moldavia.

Albania no se puede encajar en ninguno de los bloques anteriores, ya que es el único ejemplo donde la ocupación en el sistema de producción agrícola de máquina es superior al 50 % de la población.